# 中国共产党领导的多党合作和政治协商制度
中国共产党领导的多党合作和政治协商制度，简称政治协商制度，是中华人民共和国现行的政党制度、以及推行的基本政治制度之一。
根据该制度，中国共产党是中华人民共和国的唯一执政党，八个民主党派在接受中国共产党领导下，具有参政党的地位。中国共产党对民主党派进行“政治领导”，即中国共产党通过政治协商方式说服民主党派在政治原则、政治方向和重大方针政策上与中国共产党保持一致。中国共产党不得命令、干涉或者控制民主党派，应当保证民主党派的组织独立和法律地位平等，不得干扰民主党派的独立性及日常事务。

## 制度内容
該體制由中国共产党主導政府、掌握政權，其他八大民主党派协助中国共产党執政，被稱為「參政黨」。允許多黨並存，但參政黨的數量固定，并且只能参政议政，“通过提出意见、批评、建议的方式对中国共产黨进行的政治监督”。
中国共产党在各级人民代表大会中设有党组，用以统一各級人民代表大会中所有中共党员的行动，党组书记一般由人大常委会主任或副主任兼任。党组发挥的作用要远远大于其他国家的议会党团的作用。而各民主党派在各級人民代表大会中没有这种政党组织，成员一般也不以党派身份活动。

## 历史
政治協商會議起源於中華民國時期所成立的部份政黨於抗戰後百家爭鳴的局面，國民政府啟動了政治協商會議，稱為舊政協，來安排各黨派之間的協調，1950年共產黨於新中國成立後沿用政治協商制度，1989年12月，中共中央颁布《关于坚持和完善中国共产党领导的多党合作和政治协商制度的意见》。2005年3月，中共中央颁布《关于进一步加强中国共产党领导的多党合作和政治协商制度建设的意见》，开始着手完善该制度。2021年6月25日，中国国务院新闻办本发表《中国新型政党制度》白皮书，表示中国共产党领导的多党合作和政治协商制度是中国的一项基本政治制度，是中国新型政党制度。
该制度也被1989年脱离于缅甸共产党、现为缅甸佤邦执政党的佤邦联合党所模仿。1992年4月18至21日，于勐冒召开第一届全邦政协会议，于4月20日成立佤邦政治协商委员会。

## 批评
香港国际关系学者沈旭暉认为，由於所有民主黨派一律是直接或间接受到中國共產黨的領導和控制，在意識形態上亦和中國共產黨保持高度一致，因此它們也被批評為衛星黨和政治花瓶。
香港01则指，僅從字面就可理解，中共是國家絕對的領導核心，也是政黨遊戲規則的書寫者，這是理解政黨關係的大前提。